# Héctor Garzón
Héctor Garzón (Guayaquil, 19 de junio de 1964) es un actor de teatro y televisión ecuatoriano.

## Carrera
En sus inicios fue parte del grupo de teatro La Mueca. Es conocido por interpretar a Rosendo Vera entre 1989 a 1991 en la serie costumbrista Mis Adorables Entenados, de Ecuavisa. También interpretó a este personaje a finales de los 90, en la serie de Telesistema, Mis adorables entenados, pero con billete y en Rosendo Presidente de 2006. En 2007 fue parte de la película Fighter. Ha sido parte de varias producciones de Ecuavisa como, De La Vida Real, El Secreto de Toño Palomino, La Panadería, Lucho Libre, entre otros, y en Teleamazonas fue parte de la novela Aída. También es director y actor de teatro, entre sus primeras actuaciones está la de la obra Un guayaco en Hollywood. Es hermano del actor Andrés Garzón.

## Filmografía
| Año        | Título                              | Personaje                 |
| ---------- | ----------------------------------- | ------------------------- |
| 2021       | Juntos y revueltos                  | Juan Manuel de la Torre   |
| 2020       | 3 familias                          | Polibio Valiente          |
| 2012       | Aída                                | Mauricio                  |
| 2010       | Lucho Libre                         | Reparto                   |
| 2009       | La Panadería                        | Varios personajes         |
| 2008-2009  | El secreto de Toño Palomino         | Mario Camacho             |
| 2006       | Solteros sin compromiso             | El Policía                |
| 2004       | Jocelito                            | El Profesor Alberto Pérez |
| 2003       | Mi recinto                          | Compadre Espiritual       |
| 1999-2005  | De la vida real                     | Varios personajes         |
| 1995- 1997 | Mis adorables entenados con billete | Rosendo Vera              |
| 1981-1991  | Mis adorables entenados             | Rosendo Vera              |